# Farukszijár mogul sah
Abu ' l Muzafar Muin ud-din Mohamed Sah Faruk-szijár Alim Akbár Szani Vala San Padisah-i-bahr-u-bar [Shahid-i-Mazlam] (avagy Farukszijár, 1685. augusztus 20. – 1719. április 19.) mogul sah volt 1713 és 1719 között, miután megölte Dzsahandár sahot. Jóképű ember volt, de könnyen befolyásolható tanácsadói által, mert hiányzott belőle a képesség, a jellem és a tudás, hogy egyedül legyen képes uralkodni. I. Bahádur mogul sah második fiának, Azim-us sannak és Szaiba Nizvának fia volt.
Uralma a Szajjid fivérek árnyékában folyt, akik a valós hatalmat képviselték a birodalomban. Folyamatos cselszövései végül arra késztették a Szajjid fivéreket, hogy hivatalosan is trónfosszák.

## Családi háttere
1685-ben született Aurangabadban, dédapja Aurangzeb uralkodása idején, Azim-us San fiaként. Aurangzeb dédunokája és I. Bahádur sah unokája volt. Miután Aurangzeb meghalt nagyapjával élt és nagybátyjaival. Farukszijár első felesége Navab Fakr-un-Nisza Begam Szahiba volt, aki Mir Mohamed Taki Husszeini, egy kasmíri nemes, lánya volt.
1715 szeptemberében Farukszijár elvette Indira Kanvart, a Dzsódpuri Adzsit Szing maharadzsa lányát.

## Uralkodása

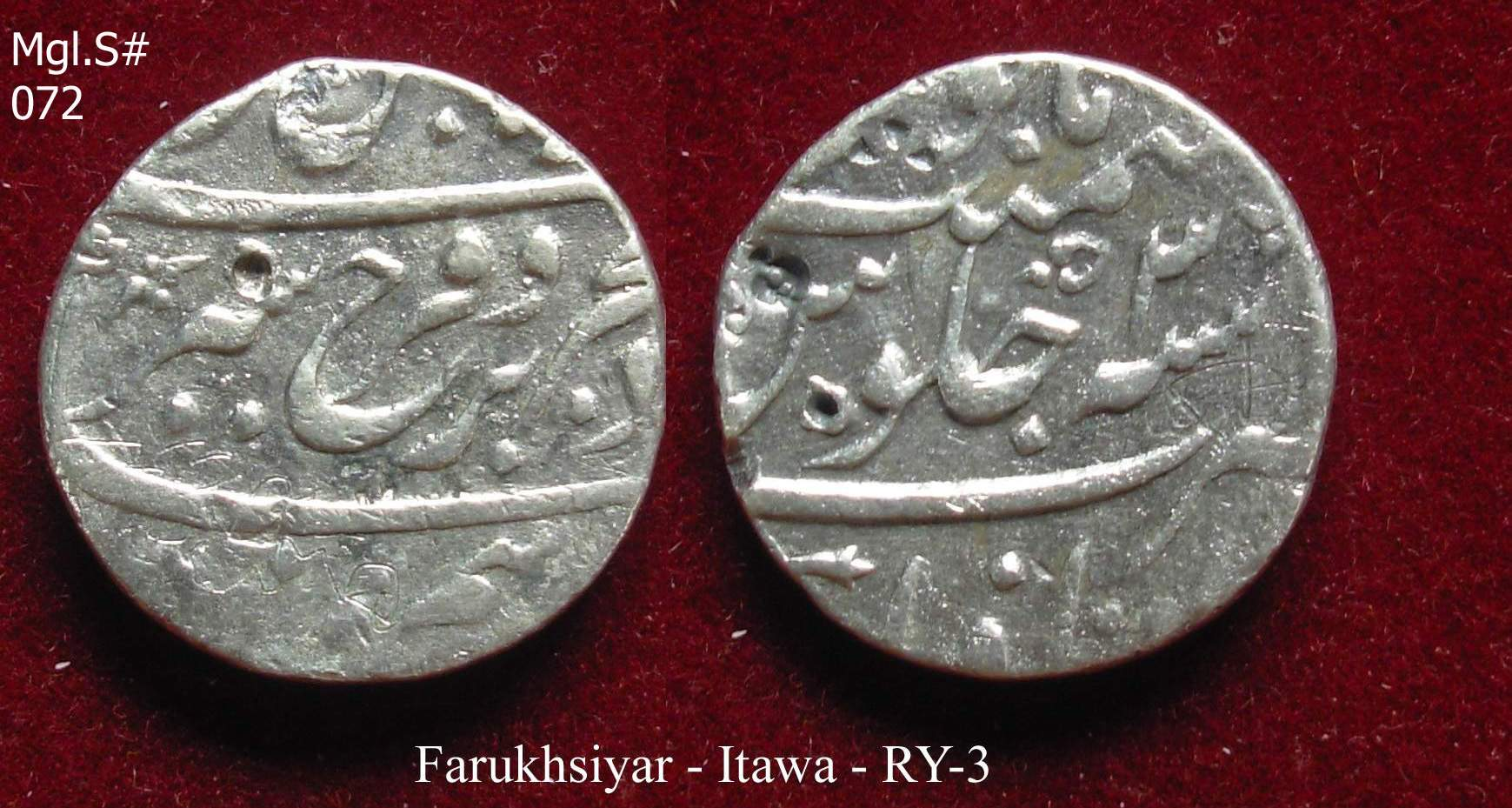
Farukszijár ezüst rúpiája, Etavaji (Itawa) verde

Dzsahandár sah vereséget szenvedett a második szamugari csatában, Agra közelében 1713. január 10-én. Ezt követően a Szajjid fivérek Farukszijárt segítették, hogy megszerezze a trónt. 1713. január 11-én lépett trónra, 27 évesen. Farukszijár a hivatalban lévő mogul nagyvezírt, Zulfikár Kán Nuszrat Dzsangot, Dzsahandár sahot, a feleségét Lal Kunvart, és több nemest kivégeztetett. 1713-ban igazságtalanul kivégeztette a mogul koszorús költőt, Dzsafar Zattallit, amiért olyan verseket írt, melyek átvitt értelemben kifogásolhatták a politikai rendszert.

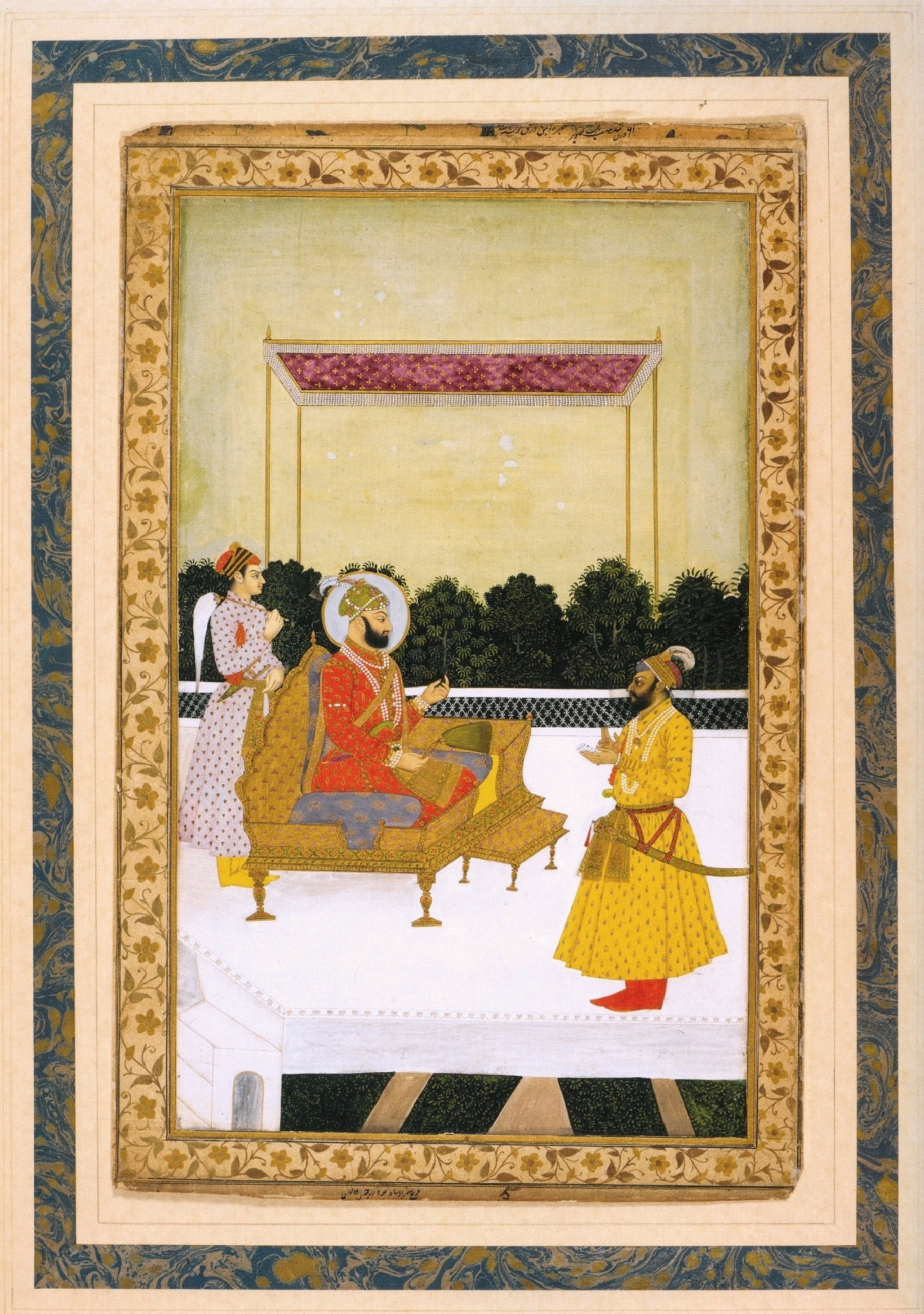
Farukszijár fogadja Husszein Ali kánt, kb. 1715.

Farukszijár uralkodását a Szajjid fivérek, különösen Szajjid Hasszán Ali kán Barha, felemelkedése fémjelezte, akit a Mogul Birodalom nagyvezírének választottak. Őt érte az a vád, hogy kisajátította az államhatalmat, és a sahot egy bábfigurává alacsonyította. De Farukszijár is nagyon manipulálta az embereket. Uralkodásának legfőbb célja az volt, hogy megvesztegesse a mogul katonákat, hogy buktassák meg a Szajjid fivéreket. A bátor Panni Daud kán és I. Aszaf Dzsah is azok közé tartoztak, akik áldozatul estek ezeknek az intrikáknak, mert nem voltak hajlandók beavatkozni a belső viszályokba, így kegyvesztetté váltak.
A mogul uralkodó 1713-ban, Mubariz kánt, nevezte ki a Dekkán kormányzójának (szubedár), aki sikeresen visszaállította a rendet és törvényt a régióban. 

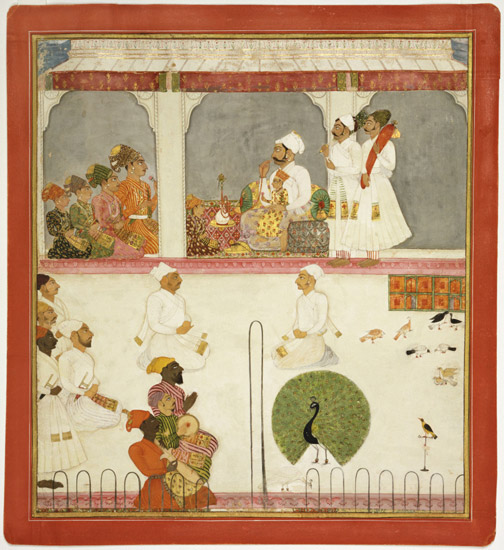
Ez a kép a marvari Adzsit Singet ábrázolja hat fiával, ahogy a lányát feleségül adja a mogul sahhoz, Farukszijárhoz, 1715 decemberében

1714-ben Ibrahim kán, Goragat és Daka mogul faudzsdarja (helyőrség parancsnok) ismételten vereséget mért Jandzsa Narajanra, a bhutáni uralkodó, Druk Rabgye, szövetségesére, és megszilárdította a mogul birodalom hatalmát a térségben, Kacs Bihárban és különösen Kardzsihatban, Kakinában és Fatehpur Csaklában.

## A Szikh lázadás leverése
A szikh vezető, Banda Bahádur, vereséget mért szinte az összes mogul uralkodóra Pandzsábban és nagy területeket ragadott el a moguloktól. Banda Bahádur megölte Vazír kánt (Szirhind) is. A mogulok végső konfrontációja a rettenthetetlen szikh vezetővel, Bandával 1715-ben volt. A mogul parancsnok Abdusz Szamad kán, volt fiával Zakarija Bahádur kánnal. Oldalukon harcolt Szirhind új helyőrségparancsnoka, Zainud din Ahmed kán 7 000 katonával és Kamaruddin kán 20 000 katonával, és körülfogták és ostromolták Gurdaszpurt. Annak ellenére, hogy Banda és követői vadul védekeztek, menekülési kísérleteik kudarca fulladtak és 8 hónapos ostrom után megadták magukat 1715. december 17-én. Bandát és követőit Delhibe hurcolták és kegyetlenül megkínozták és kivégezték őket családjukkal együtt 1716-ban Farukszijár parancsára.

## Bengál és Szindh
1716-ban Mursid Kuli kán, egy befolyásos mogul katona Aurangzeb idejéből felemelkedett és Bengál első navabja lett. Modern adórendszert és közigazgatási rendszert vezetett be, ami talán a legjobb volt a birodalomban és ez 10 millió dammal járult hozzá évente a mogul udvar költségvetéséhez.
1718-ban a tehetséges Núr Mohamed Kalhoró lett Szindh szubedárja és megkapta a Kuda-Jar kán, császári címet Farukszijártól.

### Külföldi kapcsolatok
Közismert, hogy Farukszijár levelet küldött az oszmán uralkodónak, amit III. Ahmed szultán, nagyvezíre vett át. A levélben festőien leírta a mogul parancsnok, Szajjid Hasszán Ali Barha kán igyekezetét a rádzsputok elleni harcban és a maratha lázadókkal szemben.

### Kereskedelmi koncessziók

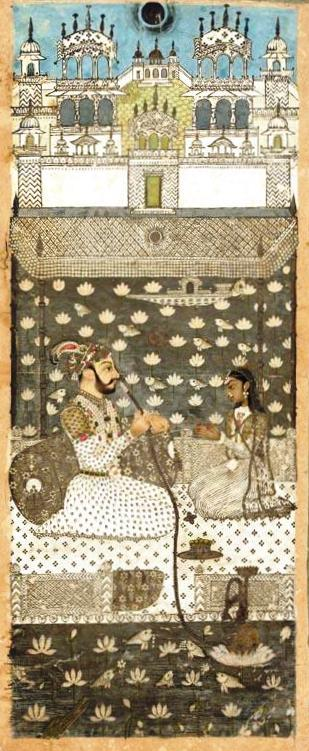
Ez egy elegáns miniatűr, amin a holdfényben Farukszijár padisah vízipipázik egy nő társaságában

1717-ben, Farukszijár idején, kapta meg az adómentes kereskedelmi jogokat a Brit Kelet-indiai Társaság Bengálban mindössze 3 000 rúpiáért évente. Azt állítják, hogy mindezt annak köszönhették, hogy a társaság sebésze, William Hamilton meggyógyította az uralkodót. Egy másik történet szerint egy hárem béli eunuch megvesztegetésével és a Szurat elleni brit támadás veszélyével érvelve érték el a célt. Ennek a rendeletnek, amit a társaság úgy dédelgetett, mint egy aranybullát, nem volt sok gyakorlati haszna. Bár a társaság az adómentességre hivatkozott, a bengáli mogul kormányzók Mursid Kuli kántól kezdve, nem vették azt figyelembe és folytatták az adóbeszedést.

### Farukszijár elleni puccs

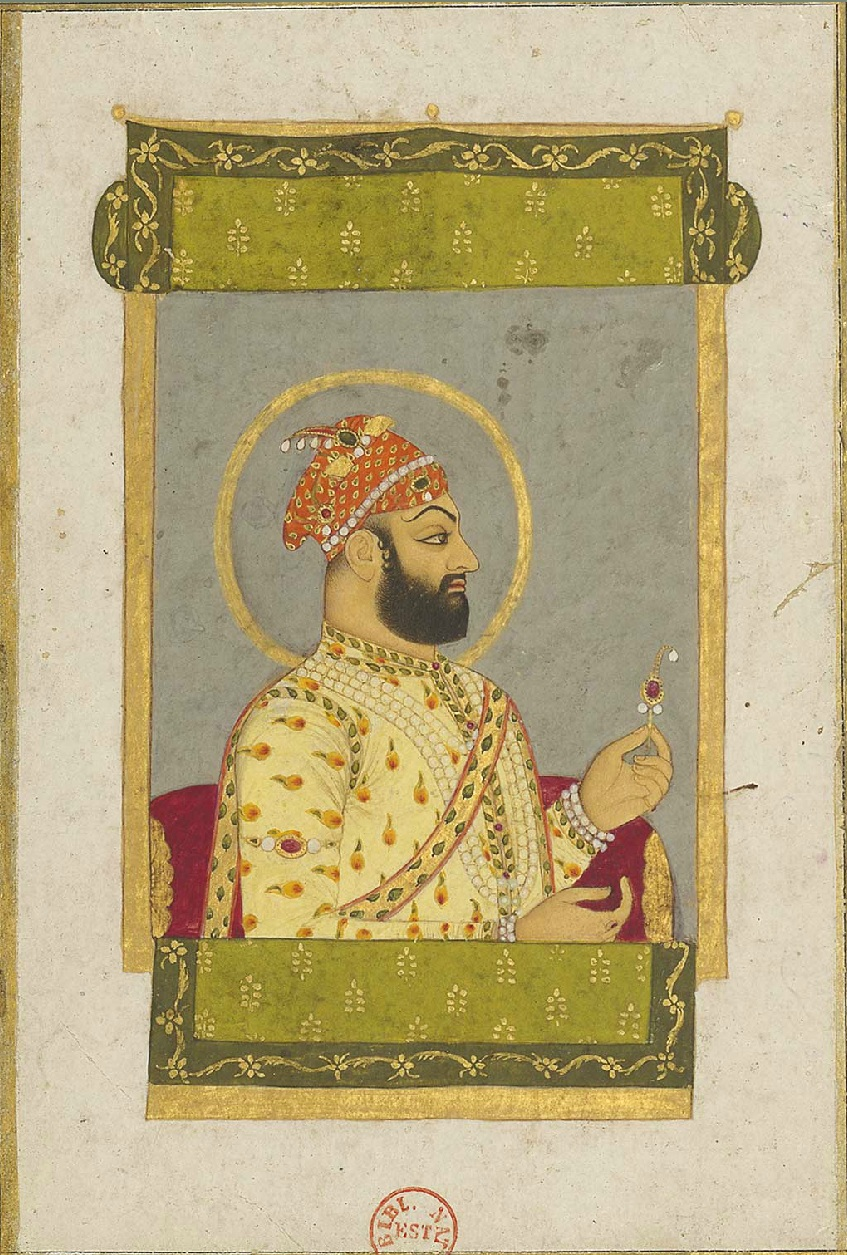
Farukszijár az erkélyén, kb. 1715–1719, Francia Nemzeti Könyvtár, Párizs

1718-ban, Farukszijár 70 000 sereget hívott össze Delhibe és meghívta I. Aszaf Dzsahot Murádábádból és Szarbuland kánt Bihárból is, de azok visszautasították a harcot a Szajjid fivérek ellen.
A puccstól félve Szajjid Hasszán Ali Barha kán kétségbeesetten visszahívta testvérét, Szajjid Husszein Ali Barha kánt a Dekkáni hadjáratról a marathák ellen. Szajjid Husszein Ali Barha kán 25 000 harcra kész mogul katonával érkezett és hozott 10 000 maratha harcost is erősítésként.
A tárgyalások alatt Farukszijár és a Szajjid fivérek megegyeztek és elengedték egymás politikai foglyait. Átcsoportosították seregeiket, hogy megvédjék a Mogul birodalmat 1719 februárjában. Ám Farukszijár kérései visszautasításra találtak, és egy éjszakai csata során Szajjid Hasszán Ali Barha kán megfosztotta őt trónjától.

## Halála
Farukszijár szégyenletes és véres véget ért. Folyamatos ármánykodásai oda vezettek, hogy végül a Szajjid fivérek hivatalosan is megfosztották trónjától. Bebörtönözték, éheztették, majd 1719. február 28-án a Szajjid fivérek parancsára tűvel kiszúrták a szemét. Farukszijárt megfojtották 1719. április 27-ről 28-ra virradó éjszaka. Miután bevégeztetett, a Szajjid fivérek unokatestvérét ültették a trónra, Rafi al-Daradzsatot.

### Hagyatéka
Faruknagar várost, a Gurgaon körzetben, 32 km-re délre Delhitől, az ő tiszteletére nevezték át uralkodása idején. Itt építtetett egy tükörpalotát (Sís Mahál), és egy főmecsetet (Dzsama Maszdzsid).

## Fordítás
Ez a szócikk részben vagy egészben  a   Farrukhsiyar című angol Wikipédia-szócikk ezen változatának fordításán alapul.  Az eredeti cikk szerkesztőit annak laptörténete sorolja fel. Ez a jelzés csupán a megfogalmazás eredetét és a szerzői jogokat jelzi, nem szolgál a cikkben szereplő információk forrásmegjelöléseként.
| Előző uralkodó: Dzsahandár | Mogul sah 1713 – 1719 | Következő uralkodó: Rafi al-Daradzsat |